# 使女的故事 (電視劇)
《使女的故事》（英語：The Handmaid's Tale）是一部美國反乌托邦科幻戲劇電視影集，改编自瑪格麗特·愛特伍的同名小說。描述在不久的未來，美國因為戰亂及其他災禍而瓦解，極權主義基督教重建主義取而代之。在基利國，多數女性地位低落淪為雜役，少數仍具備生育能力的則被選為「使女」（Handmaid）成為權貴（The Commander）的生產工具。該電視劇主要探討女性被征服後的地位以及實現個人主義和獨立的各種手段。
第一季首三集於2017年4月26日播出；隨後七集逢星期三播出。2019年7月，該系列續訂第四季，並於2021年4月27日播出。2019年9月，Hulu和米高梅宣佈正在根據阿特伍德2019年的小說《遺囑》開發續集系列。2020年12月，在第四季首映之前，該系列續訂第五季，並於2022年9月14日播出。2022年9月，在第五季首映之前，該系列續訂第六季也是最後一季，並於2025年4月8日播出。
《使女的故事》第一季在黃金時段艾美獎獲得13項提名，最終贏得八項，包括最佳戲劇類劇集，是Hulu首次獲得最佳戲劇類，也是第一個獲得艾美獎最佳戲劇類劇集的串流媒體劇集。同時，亦獲得金球獎最佳戲劇類影集。本劇女主角伊麗莎白·莫斯還獲得黃金時段艾美獎戲劇系列最佳女主角獎和金球獎電視劇最佳女主角獎。

## 劇情
在不久的將來，性傳染疾病與環境汙染導致了生育率驟降。在一場內戰後的混亂中，神學極權主義基列共和國統治了前美國地區。 社會由權欲熏心的領導階級，以宗教狂熱和重新創建的社會階級組織起一個新的、軍事化的、劃分等級制度的政權;在這個制度下，婦女殘酷地被迫屈服。根據基列共和國法律，女性受限僅能從事非常少種類的工作，包括一些女性擔當產奴，女性且不能擁有財產，發展事業，處理金錢，甚至不允許閱讀和書寫。
世界性的不孕導致基列奴役少數有生育能力的女性，新政權引用《聖經》中對辟拉記載的極端詮釋，將這些有生育能力的女性視為墮落女性 。包括已婚的婦女（隨後離婚，稱為「通姦婦」，因為基列國法律不承認離婚）、單身母親或未婚母親、女同性戀者（同性戀者被稱為「性別叛徒」）、非基督徒、除「雅各之子」教派以外的基督徒、政治異議人士和學者。將這些女性稱作「使女」，分配到統治階級的家園，必須在其妻子面前接受男主人("Commanders")的強姦儀式，以受孕並為他們生孩子。這些使女將以冠上 Of-男主人名的方式另起新名，當使女被轉移其他家園時，她們的名字也將被改變。在遇到其他使女時，總會有一句標準問候「保佑生育（Blessed Be the Fruit）」，回答是「願主開恩（May the Lord open）」。
伴隨著使女制度的建立，社會的大部分成員也被分組成階級，階級規定其不同自由及義務。女性被劃分成少少類別，各類別都以特定顏色的素色衣服為標誌。使女身穿紅色長袍、紅色斗篷、厚重的棕色靴子和白色頭巾 (coif)，與白色的兜帽(Bonnet)，大的兜帽遮蔽使女的視線，也不讓外人看清她的臉。
女傭身穿長而寬鬆的平凡綠色長衣，且用包頭布包起她們的頭髮，她們負責家務、煮飯，且被人用聖經當中的角色來命名。上流社會的女主人則身穿典雅、量身訂製的藍綠色衣服，而且仿照1950的復古造型，她們被期待能很好地管控她們的家務事，她們穿著高跟鞋，細心地編織頭髮，且她們出門時將戴起手套及帽子。
較低階層的妻子仍擁有最低限度的行動力，可說是以上女性階級的混和體，她們身穿灰衣。身陷牢獄之災的女性被稱作非女性，她們身穿抹布，到死之前都必須努力清洗殖民地所產生的有毒廢棄物。
另一種女性的階級：嬸嬸，則穿棕色上衣，她們是來訓練及監控使女的人。蕩婦則被當作性工作者在祕密的妓院為高階層統領階級的男性服務，她們身穿從前所使用，但現今為禁忌性的衣服、服裝、女性貼身內衣。
而基列國的男性階級，監視者作為秘密警察監視著普羅大眾，監控反叛的可疑痕跡，獵人則追蹤企圖逃出國境的民眾。
瓊·奧斯朋，更名奧芙佛瑞德（伊莉莎白·摩斯），是位被分配到基列國中佛瑞德·沃特福德大主教家中（约瑟夫·费因斯）的使女。沃特福德是基列國重要關鍵的創建者，努力為基列國理想而奮鬥。而奧芙佛瑞德原本已婚，且有一個女兒。在故事的一開始，瓊·奧斯朋企圖和丈夫與女兒逃離基列國，卻被捕獲，瓊·奧斯朋被強迫成為使女，她的女兒被帶離，交由上流社會的家庭所養育，而她的丈夫則成功逃到加拿大。大部分電視劇的劇情皆圍繞在瓊·奧斯朋試圖和丈夫和女兒團圓的掙扎中以及她的內在力量帶黑暗的演變。

## 角色

### 主要角色
- 伊莉莎白·摩斯飾演瓊·奧斯朋／奧芙佛瑞德／奧芙約瑟夫，一位與丈夫路克與女兒漢娜在企圖潛逃至加拿大時被捕獲的女性。由於她可生育，她被強迫擔任使女，負責孕育佛瑞德·沃特福德主教與瑟琳娜·喬伊·沃特福德的下一代。在第三季中，她成為約瑟夫·勞倫斯主教家中的使女。
- 约瑟夫·费因斯飾演佛瑞德·沃特福德，一位高階級的政府官員，且為瓊的主人。他和他的妻子皆為基列國的創建者。他希望和瓊能有更多於法律限定主人與使女間的親密關係，而開始邀請瓊和自己在晚上玩拼字遊戲。
- 伊凡·史漢基飾演瑟琳娜·喬伊·沃特福德，佛瑞德的妻子，且為前任保守派文化的運動者。她接受了她所創立出社會秩序的新角色。她高貴典雅，且對宗教虔誠，但對瓊時常冷酷且殘忍。她極其想要成為一個母親。
- 艾麗絲·布莉達飾演艾蜜莉／奧芙葛倫／奧芙史蒂芬／奧芙約瑟夫。瓊最早的購物夥伴。雖然瓊在最初時對她保持警惕，但稍後揭露出她並沒有像她看起來那般對基列國的宗教那麼虔誠，進而和瓊成為了朋友。艾蜜莉的妻子和兒子居住在加拿大，且曾為一個大學細胞生物學講師。因為基列國對同性戀的懲處為死刑，且大部分的知識份子都被分送至殖民地工作致死或被處決，艾蜜莉憑藉著她仍具備生殖能力而倖免於難，成為使女奧芙葛倫。然而，她之後因和女傭有女同志性關係而以性別背叛的名義被殘忍的懲處，且被分派至另一個家庭成為使女奧芙史蒂芬。艾蜜莉與基列國內的反叛組織「五月天」有所關係。艾蜜莉因開車輾過一個警衛而被送進殖民地處理毒物，但在爆炸事件後，同在殖民地的艾蜜莉和珍妮被送回基列國重新擔任侍女，艾蜜莉分配至勞倫斯家中成為使女奧芙約瑟夫。第二季末，艾蜜莉刺傷莉迪亞嬸嬸，約瑟夫主教將她和妮可送離基列國，而瓊則決定繼續留在基列國拯救她另一個女兒漢娜。艾蜜莉和妮可成功逃離至加拿大，而艾蜜莉很快地便與妻子和兒子重聚。
- 玛德琳·布鲁尔飾演珍妮／奧芙華倫／奧芙丹尼爾／奧芙霍華德，一位和瓊同時進紅色中心訓練成為使女的女性，她容易心存善念，將瓊視為朋友。在訓練時期，珍妮不順從的行為招致了挖去右眼的懲處，而這之後由於她的治療，她開始情緒不穩，且常常喜怒無常，常反應出孩子氣的行為。她為華倫和娜歐蜜生下一個女兒安琪拉，但珍妮仍堅持安琪拉的名子是夏洛特。珍妮稍後分配至丹尼爾家中成為使女奧芙丹尼爾。珍妮曾短暫被送往殖民地，直到爆炸事件後重返擔任使女。
- 安·多德飾演莉迪亞嬸嬸／克萊門次小姐，是一個主管監督、派任、教育使女的角色。她對待不守規矩的使女常以殘暴的物理行刑方式，但她仍關心她的職務，且深深地信任基列國的使命及教義。儘管她對使女們採嚴格的態度，但她仍有柔軟的一面。在基列國之前，她是一位信仰虔誠的小學老師。
- O·T·費本勒飾演路克·班寇，瓊在基列國前的丈夫。他和瓊在交往時便已是已婚身分，儘管他後來與第一任妻子離婚，他和瓊的結合仍對基列國新的社會制度來說是無效的，因此瓊被視為通姦，而其女漢娜則被視為非法私生子。在第一季剛開始，瓊以為路克已被殺害，但之後揭露出路克成功逃至加拿大。
- 麥克思·明格拉飾演尼克·布萊恩，佛瑞德主教的司機，曾經是密西根的流浪工，對瓊有好感。他和瓊發展出親密關係，稍後瓊發現到他是一個眼目，為基列國的監視者。在第三季時，他被提拔為主教。
- 萨米拉·威利飾演莫伊拉／露比，瓊大學後的摯友。在瓊進入紅色中心受使女訓練時，她已經在紅色中心待過一段時間了，然而在被分派出之前，她成功逃出，卻被逮住而進入蕩婦俱樂部成為蕩婦露比。在蕩婦俱樂部時，她似乎已經放棄重獲自由的希望了，但再重見瓊後，她重燃起希望而成功逃亡，並與路克以難民的身分同居在加拿大。
- 艾曼達·布魯蓋爾（英语：Amanda Brugel）飾演莉塔（第一季為常規角色，第二季開始為主要角色），沃特福德家中的女傭，她有一個兒子名為馬修，在19歲時參與內戰陣亡。
- 布萊德利·惠特福德飾演約瑟夫·勞倫斯（第二季為常規角色，第三季開始為主要角色），殖民地的策劃者，且為基列國經濟體系的架構者。他似乎與反叛組織「五月天」保持著善惡不明的關係。

### 常規角色
- 史蒂芬・康肯（英语：Stephen Kunken）飾演華倫·普特南，第一季開始時，珍妮的主人。在因通姦而受到審判後，他被切除左手以示懲罰。
- 愛娃·卡拉定（英语：Ever Carradine）飾演娜歐蜜·普特南，華倫主教的妻子。
- 塔蒂娜·瓊斯（英语：Tattiawna Jones）飾演莉莉·富勒／奧芙葛倫（第一季至第二季），作為艾蜜莉的接替者，在艾蜜莉被監視者補進監獄後。她最初循規蹈矩，且不希望改變現狀，但這只是因為她認為身為使女的生活，好過原先在基列國之前，她艱辛且貧困的生活，而非真的對基列國的信仰虔誠。在拒絕對珍妮施展石刑後，她被守衛棍擊，且據阿爾瑪所說，她的舌頭被割去。在這之後，她犧牲自己，在新的紅色中心落成典禮時，做為炸彈引爆場地。26個主教及31個使女死於這場爆炸。
- 妮娜·奇黎（英语：Tattiawna Jones）飾演阿爾瑪／奧芙羅伯特，另一位與瓊、莫伊拉及珍妮在紅色中心時一起受訓的使女。她誠實且話多，且常與瓊交換情報。她也涉及反叛組織「五月天」，且是瓊與反叛組織最初的聯繫。
- 傑妮莎·格蘭特（英语：Jenessa Grant）飾演桃樂絲／奧芙塞繆爾，一個使女，態度友善且健談。
- 巴希亞·華生（英语：Bahia Watson）飾演布賴恩／奧芙埃里克，一個使女，與瓊是朋友。
- 喬丹娜·布雷克（英语：Jordana Blake）飾演漢娜·班寇／艾格尼絲·麥肯齊，瓊和路克的女兒。她被分派至麥肯齊主教家中養育，更名為艾格尼絲。
- 艾蒂·因謝特（英语：Edie Inksetter）飾演伊莉莎白嬸嬸，一位和莉迪亞嬸嬸在紅色中心時有較密切工作交集的嬸嬸。
- 克莉絲汀·古托斯基（英语：Kristen Gutoskie）飾演貝絲（第一季、第三季），曾為蕩婦俱樂部的女傭。她曾和尼克因非法酒及其他毒品交易而有所爭執，而這些非法酒及毒品均用在蕩婦俱樂部中。她和尼克有偶爾的性行為關係，她亦知道尼克是個監視者。她之後成為約瑟夫·勞倫斯家中的女傭。
- 艾琳·魏（英语：Erin Way）飾演艾琳，一位年輕，但拒絕說話的女性，曾被迫要訓練成為使女，與路克成功逃離至加拿大。
- 可莉·杜瓦飾演希維亞（第二季至現今），艾蜜莉的妻子。
- 切利·瓊斯飾演霍莉・馬多克斯（第二季至現今），瓊的母親，是一位敢勇於發聲的女權主義者。
- 席德妮·史威尼飾演艾登・斯賓塞（第二季），一位虔誠而守規矩的女孩，在第二季第五集時於集體婚禮嫁給尼克。她後來與艾薩克守衛因不忠而被處決於溺斃在泳池內。
- 山姆·賈格飾演馬克・圖伯珞（第二季至現今），一位瑟琳娜在加拿大遇見的神祕男子。
- 葛瑞格·布萊克飾演雷・庫興（第二季），一位主教。
- 洛汗·米德（英语：Rohan Mead）飾演艾薩克（第二季），一位被分配至沃特福德家的守衛。他和艾登被處決於溺斃在泳池內。
- 茱莉·德萊金（英语：Julie Dretzin）飾演埃莉諾・勞倫斯（第二季至第三季），約瑟夫主教精神不穩的妻子。
- 奧丹納·史蒂芬斯-湯普森（英语：Ordena Stephens-Thompson）飾演弗朗西絲（第二季至第三季），被分配至麥肯齊家中的女傭。她和其他人因＂對神聖的孩子有害＂而被處決。
- 艾希莉·拉思羅普（英语：Ashleigh LaThrop）飾演娜塔莉／奧芙馬修（第三季），一位對基列國虔誠的使女，也因此與其他使女產生了分歧。
- 蘇珍雅·絲縷（英语：Sugenja Sri）飾演西耶娜（第三季），一位新到勞倫斯家中的女傭。
- 強納森·瓦頓（英语：Jonathan Watton）飾演馬修・考洪恩（第三季），一位主教，娜塔莉的主人。
- 克里斯托弗·米洛尼飾演喬治・溫斯洛（第三季），為華盛頓中具高階級的主教。被瓊在蕩婦俱樂部中所殺害，而他的屍體被蕩婦俱樂部的女傭們火化。
- 伊莉莎白・瑞瑟（英语：Elizabeth Reaser）飾演奧利維亞・溫斯洛（第三季），喬治大主教的妻子。
- 莎拉·麥維（英语：Sarah McVie）飾演萊娜（第三季），瑞士派來協調基列國和加拿大妮可監護權的外交官。
- 麥肯娜·葛瑞絲飾演凱斯夫人（第四季），一個農民和指揮官十幾歲的妻子。

### 客串角色
- 查布萊娜·格瓦拉（英语：Zabryna Guevara）飾演卡斯蒂略太太（第一季），一位來自墨西哥的大使，拜訪基列國參觀宗教政權施政的效果。
- 克里斯森·巴里亞斯（英语：Christian Barillas）飾演弗洛勒斯先生（第一季），卡斯蒂略太太的助理。
- 羅莎·吉爾莫爾（英语：Rosa Gilmore）飾演柔伊（第一季），父親是美國士兵，在路克和瓊與漢娜分開後，遇見的生存團隊領導者。
- 蒂姆·蘭蘇姆（英语：Tim Ransom）飾演惠特福德先生（第一季），瓊母親的朋友，幫助瓊、路克及漢娜逃離國境。
- 瑪麗莎·托梅飾演歐康納太太（第二季），一位主教的妻子，因觸犯了肉的罪惡而被遣送至殖民地。
- 葉海亞·阿巴杜-馬汀二世飾演奧馬爾（第二季），一位幫助瓊逃跑的男子。
- 約翰·卡羅·林區飾演丹（第二季），艾蜜莉在學校工作時的老闆。
- 凱利·詹雷特（英语：Kelly Jenrette）飾演安妮（第二季），路克的前妻，因基列國不承認離婚，因此她希望將瓊逐出和路克的婚姻。
- 麗貝卡·雷騰豪斯飾演奧德特（第二季），莫伊拉死去的未婚妻，一位醫生。
- 愛咪·蘭德克飾演麥肯齊太太（第三季），基列國幫漢娜安排的母親。
- 蕾拉·羅賓斯（英语：Laila Robins）飾演帕梅拉·喬伊（第三季），瑟琳娜的母親。
- 埃米莉·艾爾特斯（英语：Emily Althaus）飾演諾伊爾（第三季），一位年輕的單身母親，在基列國興起前，她的兒子曾是莉迪亞的學生。

## 演員
| 演員              | 角色                                                                       | 无线电视 粤语配音 | 季度 | 季度 | 季度 | 季度 | 季度 | 季度 |
| 演員              | 角色                                                                       | 无线电视 粤语配音 | 1    | 2    | 3    | 4    | 5    | 6    |
| ----------------- | -------------------------------------------------------------------------- | ----------------- | ---- | ---- | ---- | ---- | ---- | ---- |
| 伊莉莎白·摩斯     | 瓊·奧斯朋/奧芙佛瑞德 June Osborne / Offred                                 | 劉惠雲            | 主演 | 主演 | 主演 | 主演 | 主演 | 主演 |
| 約瑟夫·費因斯     | 佛瑞德·沃特福德 Fred Waterford                                             | 陳欣              | 主演 | 主演 | 主演 | 主演 |      |      |
| 伊凡·史漢基       | 瑟琳娜·喬伊·沃特福德 Serena Joy Waterford                                  | 梁少霞            | 主演 | 主演 | 主演 | 主演 | 主演 | 主演 |
| 艾麗絲·布莉達     | 艾蜜莉/奧芙葛倫/奧芙史蒂芬/奧芙約瑟夫 Emily / Ofglen / Ofsteven / Ofjoseph | 曾秀清            | 主演 | 主演 | 主演 | 主演 |      | 客串 |
| 玛德琳·布鲁尔     | 珍妮/奧芙華倫/奧芙丹尼爾 Janine / Ofwarren / Ofdaniel                      | 何璐怡            | 主演 | 主演 | 主演 | 主演 | 主演 | 主演 |
| 安·多德           | 莉迪亞 Lydia                                                               | 雷碧娜            | 主演 | 主演 | 主演 | 主演 | 主演 | 主演 |
| O·T·費本勒        | 盧卡斯·「路克」·班寇 Lucas "Luke" Bankole                                  | 陳卓智            | 主演 | 主演 | 主演 | 主演 | 主演 | 主演 |
| 麥克思·明格拉     | 尼克·布萊恩 Nick Blaine                                                    | 關令翹            | 主演 | 主演 | 主演 | 主演 | 主演 | 主演 |
| 萨米拉·威利       | 莫伊拉/露比 Moira / Ruby                                                   | 陳琴雲            | 主演 | 主演 | 主演 | 主演 | 主演 | 主演 |
| 艾曼達·布魯蓋爾   | 莉塔 Rita                                                                  | 謝潔貞            | 常規 | 主演 | 主演 | 主演 | 主演 | 主演 |
| 布萊德利·惠特福德 | 約瑟夫·勞倫斯 Joseph Lawrence                                              | -                 |      | 常規 | 主演 | 主演 | 主演 | 主演 |

## 集数
| 季數 | 集数 | 集数 | 上線日期      | 上線日期      |
| 季數 | 集数 | 集数 | 首映          | 季终          |
| ---- | ---- | ---- | ------------- | ------------- |
| 1    | 10   | 10   | 2017年4月26日 | 2017年6月14日 |
| 2    | 13   | 13   | 2018年4月25日 | 2018年7月11日 |
| 3    | 13   | 13   | 2019年6月5日  | 2019年8月14日 |
| 4    | 10   | 10   | 2021年4月28日 | 2021年6月15日 |
| 5    | 10   | 10   | 2022年9月14日 | 2022年11月9日 |
| 6    | 10   | 10   | 2025年4月8日  | 2025年5月27日 |

### 第一季（2017）
| 總集數 | 集數 （季） | 標題                                             | 導演                | 編劇               | 上線日期      |
| ------ | ----------- | ------------------------------------------------ | ------------------- | ------------------ | ------------- |
| 1      | 1           | 弗雷家仆 Offred                                  | 里德·莫拉诺         | 布鲁斯·米勒        | 2017年4月26日 |
| 2      | 2           | 生产日 Birth Day                                 | 里德·莫拉诺         | 布鲁斯·米勒        | 2017年4月26日 |
| 3      | 3           | 迟 Late                                          | 里德·莫拉诺         | 布鲁斯·米勒        | 2017年4月26日 |
| 4      | 4           | 休教竖子破汝焉 Nolite Te Bastardes Carborundorum | 迈克·巴克           | 莱拉·格斯坦        | 2017年5月3日  |
| 5      | 5           | 忠贞 Faithful                                    | 迈克·巴克           | 桃乐丝·福滕贝里    | 2017年5月10日 |
| 6      | 6           | 女性的地位 A Woman's Place                       | 弗洛莉娅·锡吉斯蒙蒂 | 温蒂·斯特雷克·豪瑟 | 2017年5月17日 |
| 7      | 7           | 别境 The Other Side                              | 弗洛莉娅·锡吉斯蒙蒂 | 琳·勒内·马克西     | 2017年5月24日 |
| 8      | 8           | 耶洗别 Jezebels                                  | 凯特·丹尼斯         | 基拉·斯奈德        | 2017年5月31日 |
| 9      | 9           | 桥 The Bridge                                    | 凯特·丹尼斯         | 埃里克·塔克曼      | 2017年6月7日  |
| 10     | 10          | 夜 Night                                         | 卡里·什科格兰       | 布鲁斯·米勒        | 2017年6月14日 |

### 第二季（2018）
| 總集數 | 集數 （季） | 標題                         | 導演            | 編劇                      | 上線日期      |
| ------ | ----------- | ---------------------------- | --------------- | ------------------------- | ------------- |
| 11     | 1           | 琼 June                      | 迈克·巴克       | 布鲁斯·米勒               | 2018年4月25日 |
| 12     | 2           | 非女 Unwomen                 | 迈克·巴克       | 布鲁斯·米勒               | 2018年4月25日 |
| 13     | 3           | 包袱 Baggage                 | 卡里·什科格兰   | 桃乐丝·福滕贝里           | 2018年5月2日  |
| 14     | 4           | 其他女人 Other Women         | 卡里·什科格兰   | 张雅琳（音译）            | 2018年5月9日  |
| 15     | 5           | 种 Seeds                     | 迈克·巴克       | 基拉·斯奈德               | 2018年5月16日 |
| 16     | 6           | 第一滴血 First Blood         | 迈克·巴克       | 埃里克·塔克曼             | 2018年5月23日 |
| 17     | 7           | 之后 After                   | 卡里·什科格兰   | 琳·勒内·马克西            | 2018年5月30日 |
| 18     | 8           | 女人本职 Women's Work        | 卡里·什科格兰   | 妮娜·菲奥蕾 & 约翰·埃雷拉 | 2018年6月6日  |
| 19     | 9           | 巧实力 Smart Power           | 杰里米·波德斯瓦 | 桃乐丝·福滕贝里           | 2018年6月13日 |
| 20     | 10          | 最后的仪式 The Last Ceremony | 杰里米·波德斯瓦 | 张雅琳                    | 2018年6月20日 |
| 21     | 11          | 霍莉 Holly                   | 黛娜·里德       | 布鲁斯·米勒 & 基拉·斯奈德 | 2018年6月27日 |
| 22     | 12          | 生产后 Postpartum            | 黛娜·里德       | 埃里克·塔克曼             | 2018年7月4日  |
| 23     | 13          | 道 The Word                  | 迈克·巴克       | 布鲁斯·米勒               | 2018年7月11日 |

### 第三季（2019）
| 總集數 | 集數 （季） | 標題                             | 導演                   | 編劇                      | 上線日期      |
| ------ | ----------- | -------------------------------- | ---------------------- | ------------------------- | ------------- |
| 24     | 1           | 夜 Night                         | 迈克·巴克              | 布鲁斯·米勒               | 2019年6月5日  |
| 25     | 2           | 玛利亚与玛妲 Mary and Martha     | 迈克·巴克              | 基拉·斯奈德               | 2019年6月5日  |
| 26     | 3           | 有益 Useful                      | 阿玛·阿桑特            | 张雅琳（音译）            | 2019年6月5日  |
| 27     | 4           | 上帝保佑孩子 God Bless the Child | 阿玛·阿桑特            | 埃里克·塔克曼             | 2019年6月12日 |
| 28     | 5           | 未知来电 Unknown Caller          | 科林·沃特金森          | 玛丽莎·乔·采拉尔          | 2019年6月19日 |
| 29     | 6           | 家庭 Household                   | 德芙拉·沃爾什          | 桃樂絲·福滕貝里           | 2019年6月26日 |
| 30     | 7           | 在祂的眼目下 Under His Eye       | 邁克·巴克              | 妮娜·菲奥蕾 & 約翰·埃雷拉 | 2019年7月3日  |
| 31     | 8           | 經不起考驗 Unfit                 | 邁克·巴克              | 基拉·斯奈德               | 2019年7月10日 |
| 32     | 9           | 英勇 Heroic                      | 黛娜·里德              | 琳·勒内·馬克西            | 2019年7月17日 |
| 33     | 10          | 見證 Witness                     | 黛娜·里德              | 杰茜·赫爾德里希           | 2019年7月24日 |
| 34     | 11          | 說謊的人 Liars                   | 德妮兹·加姆澤·埃爾居文 | 張雅琳                    | 2019年7月31日 |
| 35     | 12          | 犧牲 Sacrifice                   | 德妮兹·加姆澤·埃爾居文 | 埃里克·塔克曼             | 2019年8月7日  |
| 36     | 13          | Mayday                           | 邁克·巴克              | 布鲁斯·米勒               | 2019年8月14日 |

### 第四季（2021）
| 總集數 | 集數 （季） | 標題                  | 導演            | 編劇                      | 上線日期      |
| ------ | ----------- | --------------------- | --------------- | ------------------------- | ------------- |
| 37     | 1           | 豬 Pigs               | 科林·沃特金森   | 布鲁斯·米勒               | 2021年4月27日 |
| 38     | 2           | 夜影 Nightshade       | 科林·沃特金森   | 基拉·斯奈德               | 2021年4月27日 |
| 39     | 3           | 十字路口 The Crossing | 伊莉莎白·摩斯   | 布鲁斯·米勒               | 2021年4月27日 |
| 40     | 4           | 牛奶 Milk             | Christina Choe  | 杰茜·赫爾德里希           | 2021年5月5日  |
| 41     | 5           | 芝加哥 Chicago        | Christina Choe  | 妮娜·菲奥蕾 & 約翰·埃雷拉 | 2021年5月12日 |
| 42     | 6           | 誓言 Vows             | Richard Shepard | 桃樂絲·福滕貝里           | 2021年5月19日 |
| 43     | 7           | 家 Home               | Richard Shepard | 張雅琳（音译）            | 2021年5月26日 |
| 44     | 8           | 證詞 Testimony        | 伊莉莎白·摩斯   | 基拉·斯奈德               | 2021年6月2日  |
| 45     | 9           | 進展 Progress         | 伊莉莎白·摩斯   | 埃里克·塔克曼 & 艾莉·門羅 | 2021年6月9日  |
| 46     | 10          | 荒野 The Wilderness   | Liz Garbus      | 布鲁斯·米勒               | 2021年6月16日 |

### 第五季（2022）
| 總集數 | 集數 （季） | 標題                       | 導演              | 編劇                     | 上線日期       |
| ------ | ----------- | -------------------------- | ----------------- | ------------------------ | -------------- |
| 47     | 1           | 早上 Morning               | 伊麗莎白·莫斯     | 布魯斯·米勒              | 2022年9月14日  |
| 48     | 2           | 芭蕾 Ballet                | 伊麗莎白·莫斯     | 妮娜·菲奧雷& 約翰·埃雷拉 | 2022年9月14日  |
| 49     | 3           | 邊界 Border                | 達娜·岡薩雷斯     | 亞利·門羅                | 2022年9月21日  |
| 50     | 4           | 親愛的奧弗萊德 Dear Offred | 達娜·岡薩雷斯     | 傑西·赫爾德里奇          | 2022年9月28日  |
| 51     | 5           | 童話 Fairytale             | 伊娃·維維斯       | J. 霍爾瑟姆              | 2022年10月5日  |
| 52     | 6           | 一起 Together              | 伊娃·維維斯       | 凱瑟琳·柯林斯            | 2022年10月12日 |
| 53     | 7           | 無人區 No Man’s Land       | 納塔利婭·萊特     | 瑞秋·舒克特              | 2022年10月19日 |
| 54     | 8           | 祖國 Motherland            | 納塔利婭·萊特     | 張葉林                   | 2022年10月26日 |
| 55     | 9           | 忠誠 Allegiance            | 布萊德利·惠特福德 | 埃裡克·塔克曼            | 2022年11月2日  |
| 56     | 10          | 安全 Safe                  | 伊麗莎白·莫斯     | 布魯斯·米勒              | 2022年11月9日  |

### 第六季（2025）
| 總集數 | 集數 （季） | 標題                           | 導演          | 編劇                       | 首播日期      |
| ------ | ----------- | ------------------------------ | ------------- | -------------------------- | ------------- |
| 57     | 1           | 列車 Train                     | 伊麗莎白·莫斯 | 妮卡·卡斯蒂略和布魯斯·米勒 | 2025年4月8日  |
| 58     | 2           | 流亡 Exile                     | 伊麗莎白·莫斯 | J. 霍爾瑟姆                | 2025年4月8日  |
| 59     | 3           | 奉獻 Devotion                  | 大衛·萊斯特   | 妮娜·菲奧雷& 約翰·埃雷拉   | 2025年4月8日  |
| 60     | 4           | 促銷 Promotion                 | 娜塔莉亞·萊特 | 傑西·赫爾德里奇            | 2025年4月15日 |
| 61     | 5           | 珍妮 Janine                    | 娜塔莉亞·萊特 | 懷爾·穆罕默德              | 2025年4月22日 |
| 62     | 6           | 驚喜 Surprise                  | 娜塔莉亞·萊特 | 艾莉·門羅                  | 2025年4月29日 |
| 63     | 7           | 破碎 Shattered                 | 黛娜·裏德     | 凱瑟琳·柯林斯              | 2025年5月6日  |
| 64     | 8           | 外出 Exodus                    | 黛娜·裏德     | 張葉林                     | 2025年5月13日 |
| 65     | 9           | 執行 Execution                 | 伊麗莎白·莫斯 | 艾瑞克·圖什曼              | 2025年5月20日 |
| 66     | 10          | 使女的故事 The Handmaid’s Tale | 伊麗莎白·莫斯 | 布魯斯·米勒                | 2025年5月27日 |

## 製作
2016年4月份，發行公司Hulu宣布該劇將由伊莉莎白·摩斯擔任女主角。
2020年6月份，官方確定第四季將推遲到2021年才會播出，最主要的原因是因為今年3月爆發新冠肺炎疫情，位在加拿大的劇組不得不宣布停工。
2022年9月，在第五季首播之前，該系列獲續訂第六季，製作方亦宣布為最後一季。

## 評價

#### 第一季
在爛番茄上，第一季259條評論中有94%為正面，平均評分為8.67/10。 該網站的批評共識寫道：《使女的故事》令人縈繞且生動，是對瑪格麗特·阿特伍德反烏托邦小說的無休止的改編，以伊麗莎白·莫斯的精彩中央表演為基礎。
在Metacritic上，根據41位評論家，本賽季的加權平均得分為92分（滿分100分），表明“普遍讚譽”.
《好萊塢記者》的丹尼爾·菲恩伯格稱其為“可能是春季最佳新節目”
Vulture的Jen Chaney給了它一個非常積極的評價，並寫道，它是“對這本書的忠實改編，也為Atwood的極權主義、性別歧視的強迫代孕母親的世界帶來了新的層次”，並且“這個系列節奏細緻，殘酷，視覺上令人驚歎，每時每時如此懸念，以至於只有在每個小時結束時，你才能完全自由地感到呼氣”。 
在唐納德·特朗普擔任總統期間，關於該系列（以及延伸到它所依據的書）與美國社會之間是否有相似之的爭議。還與伊斯蘭國的薩拉菲/瓦哈比極端主義進行了比較，根據伊斯蘭國，宗教少數群體的被奴役婦女被傳來傳，並被用作性物件和攜帶新聖戰者的容器。 

#### 第二季
在爛番茄上，340名評論家中的89%給本季了積極評價，平均評分為8.36/10。 該網站的批評共識寫道：“《使女的故事》拍攝精美但令人沮喪，其第二季緊緊圍繞著引人注目的角色陣容，透過更親密的鏡頭為更廣泛的社會評論騰出空間。」
根據28位評論家，Metacritic給本季打了86分（滿分100分）的加權平均分，表明“普遍讚譽".
一些評論家認為第二季對暴力的描寫太過分了。《大西洋月刊》的索菲吉爾伯特寫道：“在第一集中出現了一個點，對我來說，它變得太多了。” 
The Cut 的麗莎米勒寫道：“這個賽季我經常按下靜音和快進，我不得不懷疑：'我為什麼要看這個'？這一切都感覺如此無緣無故，就像一場永無休止的毆打。 " 
《每日電訊報》的麗貝卡·里德承認她在觀看一集節目時患上了焦慮症。 

#### 第三季
對於第三季，爛番茄報告稱，301 條評論中有 82% 是正面的，平均評分為 6.92/10。該網站的關鍵共識是：“ 《使女的故事》第三季控制了它的恐怖，並激發了革命真正可能的希望——只要故事停止旋轉並已經開始。” 
Metacritic 彙編了 14 條評論評論，平均得分為 68 分（滿分 100 分），表示“普遍好評”。 
《今日美國》的凱利·勞勒（Kelly Lawler）給了它一個積極的評價，給它打了四顆星中的三顆星。她聲稱這是對第二季的改進，“糾正了第二季的許多——儘管絕對不是全部——的錯誤。” 總體而言，她寫道，“新一季更具推進力和可觀看性，雖然它還沒有達到第一個移動季節的高度。但使女重新站穩腳跟，走上了一條新的道路”。 
《好萊塢報導》的丹尼爾·芬伯格寫了一篇普遍正面的評論，稱讚伊麗莎白·莫斯的表演和攝影，但批評情節“令人沮喪地重複”。總體而言，他寫道，“仍然偶爾強大，但很少像挑釁一樣”。 

#### 第四季
在爛番茄上，第四季獲得了 45 位評論家中 69% 的正面評價，平均評分為 7.18/10。該網站的關鍵共識是：“伊麗莎白·莫斯比以往任何時候都好，但散漫的情節和霸道的厄運感可能會讓一些觀眾無法真正享受《使女的故事》的第四季。” 據收集了 18 條評論併計算出平均得分為 62 的 Metacritic 稱，本季收到了“普遍正面的評論”。.
娛樂周刊的克里斯汀鮑德溫給它一個“C+”的評分，並寫道該系列“兌現了一些拖延已久的承諾，但最終它太少了，太晚了”。"
《波士頓環球報》的馬修吉爾伯特寫道，“這部反烏托邦戲劇已經超出了其故事的自然壽命，因為它毫無新意地向前推進，鐃鈸叮噹作響，銅管響亮。” "
《禿鷲》的詹·錢尼（Jen Chaney）的一篇更積極的評論中，她寫道：“謝天謝地，第四季終於恢復了一些勢頭和前進的動力。根據評論家提供的總劇集十分之八，這是最好的女僕故事從第一季就開始了。” 

## 獎項
| 第一季 |                                     |                                                    | |      |               |
| 2017   | 第69屆黃金時段艾美獎                | 最佳劇情類影集                                     | 布魯斯·米勒、沃倫·利特菲爾德、丹尼爾·威爾遜、弗蘭·西爾斯、艾琳·柴肯、希拉·霍金、埃里克·塔奇曼、弗蘭克·錫拉庫扎、約翰·韋伯、基拉·斯奈德、伊麗莎白·莫斯、約瑟夫·博恰和萊拉·格斯坦                                                                                             | 獲獎 | [ 44 ]        |
| 2017   | 第69屆黃金時段艾美獎                | 劇情類最佳女主角                                   | 伊麗莎白·莫斯（“夜”） | 獲獎 | [ 44 ]        |
| 2017   | 第69屆黃金時段艾美獎                | 劇情類最佳女配角                                   | 安·多德（“Offred”） | 獲獎 | [ 44 ]        |
| 2017   | 第69屆黃金時段艾美獎                | 劇情類最佳女配角                                   | 薩米拉·威利 （“夜”） | 提名 | [ 44 ]        |
| 2017   | 第69屆黃金時段艾美獎                | 最佳劇情類影集導演                                 | 莉德·莫拉諾 （“Offred”） | 獲獎 | [ 44 ]        |
| 2017   | 第69屆黃金時段艾美獎                | 最佳劇情類影集導演                                 | 凱特丹尼斯 (橋) | 提名 | [ 44 ]        |
| 2017   | 第69屆黃金時段艾美獎                | 最佳劇情類影集編劇                                 | 布魯斯·米勒 ("Offred") | 獲獎 | [ 44 ]        |
| 2017   | Primetime Creative Arts Emmy Awards | 劇情類最佳客串女演員                               | 艾麗絲·布莉達 (Late) | 獲獎 | [ 44 ]        |
| 2017   | Primetime Creative Arts Emmy Awards | 戲劇系列的傑出演員                                 | 罗素·斯科特, Sharon Bialy, 雪莉·托马斯, and Robin D. Cook | 提名 | [ 44 ]        |
| 2017   | Primetime Creative Arts Emmy Awards | 單鏡頭系列（一小時）傑出攝影獎                     | 科林·沃特金森 (Offred) | 獲獎 | [ 44 ]        |
| 2017   | Primetime Creative Arts Emmy Awards | 傑出時期服裝獎                                     | Ane Crabtree and Sheena Wichary (Offred) | 提名 | [ 44 ]        |
| 2017   | Primetime Creative Arts Emmy Awards | 當代敘事節目（一小時或更長時間）傑出製作設計       | Julie Berghoff, Evan Webber and Sophie Neudorfer (for "Offred") | 獲獎 | [ 44 ]        |
| 2017   | Primetime Creative Arts Emmy Awards | 傑出特殊視覺效果獎                                 | Brendan Taylor, Stephen Lebed, Leo Bovell, Martin O'Brien, Winston Lee, Kelly Knauff, Zach Dembinski, Mike Suta and Cameron Kerr (for "生產日") | 提名 | [ 44 ]        |
| 2017   | Gold Derby TV Awards                | 戲劇系列                                           | 《使女的故事》 | 提名 | [ 45 ]        |
| 2017   | Gold Derby TV Awards                | 戲劇類最佳女演員                                   | 伊麗莎白·莫斯 | 獲獎 | [ 45 ]        |
| 2017   | Gold Derby TV Awards                | 劇情類最佳客串女演員                               | 艾麗絲·布莉達 | 獲獎 | [ 45 ]        |
| 2017   | 電視評論家協會獎                    | 年度最佳節目                                       | 《使女的故事》 | 獲獎 | [ 46 ]        |
| 2017   | 電視評論家協會獎                    | 戲劇界的傑出成就                                   | 《使女的故事》 | 獲獎 | [ 46 ]        |
| 2017   | 電視評論家協會獎                    | 最佳新節目                                         | 《使女的故事》 | 提名 | [ 46 ]        |
| 2017   | 電視評論家協會獎                    | 個人戲劇成就                                       | 伊麗莎白·莫斯 | 提名 | [ 46 ]        |
| 2017   | 美國電影學會獎                      | 十大年度最佳節目                                   | 《使女的故事》 | 獲獎 | [ 47 ]        |
| 2018   | 美國電影編輯獎                      | 非商業電視最佳剪輯劇集                             | 朱利安克拉克 and 溫迪哈勒姆馬丁(Offred) | 獲獎 | [ 48 ]        |
| 2018   | 藝術指導協會獎                      | 一小時當代單鏡頭系列優秀製作設計                   | Julie Berghoff （Offred，Birth Day，Nolite Te Bastardes Carborundorum) | 獲獎 | [ 49 ]        |
| 2018   | 藝術指導協會獎                      | 一小時當代單鏡頭系列優秀製作設計                   | 安德魯·斯登(橋) | 提名 | [ 49 ]        |
| 2018   | 美國選角工會指導獎                  | 電視試播集和第一季 - 戲劇                          | Sharon Bialy, Sherry Thomas, Russell Scott, Robin D. Cook and Jonathan Oliveira | 獲獎 | [ 50 ]        |
| 2018   | 電影音響協會獎                      | 電視連續劇混音傑出成就 – 一小時                    | John J. Thomson, Lou Solakofski, Joe Morrow and Don White (Offred) | 提名 | [ 51 ]        |
| 2018   | 服裝設計師協會獎                    | 當代電視連續劇卓越獎                               | Ane Crabtree | 獲獎 | [ 52 ]        |
| 2018   | 評論家選擇電視獎                    | 最佳劇集                                           | 《使女的故事》 | 獲獎 | [ 53 ]        |
| 2018   | 評論家選擇電視獎                    | 劇情類最佳女主角                                   | 伊麗莎白·莫斯 | 獲獎 | [ 53 ]        |
| 2018   | 評論家選擇電視獎                    | 劇情類最佳女配角                                   | 安·多德 | 獲獎 | [ 53 ]        |
| 2018   | 美國導演協會獎                      | 戲劇系列的傑出導演成就                             | Reed Morano (Offred") | 獲獎 | [ 54 ]        |
| 2018   | 第75屆金球獎                        | 最佳電視劇 - 戲劇                                  | 《使女的故事》 | 獲獎 | [ 55 ]        |
| 2018   | 第75屆金球獎                        | 最佳女主角 - 電視劇                                | 伊麗莎白·莫斯 | 獲獎 | [ 55 ]        |
| 2018   | 第75屆金球獎                        | 最佳女配角 - 系列、迷你劇或電視電影                | 安·多德 | 獲獎 | [ 55 ]        |
| 2018   | 位置經理協會獎                      | 當代電視中的傑出地點                               | 約翰·穆西卡和杰弗裡·史密瑟 | 提名 | [ 56 ]        |
| 2018   | 皮博迪獎                            | 娛樂、兒童和青少年獲獎者                           | 《使女的故事》 | 獲獎 | [ 57 ]        |
| 2018   | 美國製片人協會獎                    | 劇情類電視劇優秀製作人                             | 《使女的故事》 | 獲獎 | [ 58 ]        |
| 2018   | 第22屆衛星獎                        | 最佳劇集                                           | 《使女的故事》 | 提名 | [ 59 ]        |
| 2018   | 第22屆衛星獎                        | 劇情類系列最佳女主角                               | 伊麗莎白·莫斯 | 獲獎 | [ 59 ]        |
| 2018   | 第22屆衛星獎                        | 連續劇、迷你劇或電視電影的最佳女配角               | 安·多德 | 獲獎 | [ 59 ]        |
| 2018   | 第 44 屆土星獎                      | 最佳新媒體電視劇                                   | 《使女的故事》 | 提名 | [ 60 ]        |
| 2018   | 第24屆美國演員工會獎                | 戲劇系列中的傑出表演                               | 瑪德琳·布魯爾, 艾曼達·布魯蓋爾, 安·道得, O·T·費本勒, 約瑟夫·范恩斯, 塔蒂娜·瓊斯, 麥士明格拉,伊麗莎白•莫斯, 伊雲絲托維琪 and 薩米拉·威利 | 提名 | [ 61 ]        |
| 2018   | 第24屆美國演員工會獎                | 戲劇系列最佳女主角                                 | 伊麗莎白•莫斯 | 提名 | [ 61 ]        |
| 2018   | 南加州大學編劇獎                    | 最佳改編電視劇本                                   | 布魯斯·米勒 and 瑪格麗特·阿特伍德 (Offred) | 獲獎 | [ 62 ]        |
| 2018   | 美國作家協會獎                      | 戲劇系列                                           | Ilene Chaiken, Nina Fiore, Dorothy Fortenberry, Leila Gerstein, John Herrera, Lynn Maxcy, Bruce Miller, Kira Snyder, Wendy Straker Hauser and Eric Tuchman | 獲獎 | [ 63 ]        |
| 2018   | 美國作家協會獎                      | 新系列                                             | Ilene Chaiken, Nina Fiore, Dorothy Fortenberry, Leila Gerstein, John Herrera, Lynn Maxcy, Bruce Miller, Kira Snyder, Wendy Straker Hauser and Eric Tuchman | 獲獎 | [ 63 ]        |
| 2018   | 2018 年英國學院電視獎               | 最佳國際節目                                       | 《使女的故事》 | 獲獎 |               |
| 第二季 |                                     |                                                    | |      |               |
| 2018   | 第70屆黃金時段艾美獎                | 最佳劇情類影集                                     | 布魯斯·米勒、沃倫·利特菲爾德、伊麗莎白·莫斯、丹尼爾·威爾遜、弗蘭·西爾斯、邁克·巴克、希拉·霍金、埃里克·塔奇曼、基拉·斯奈德、亞林·張、弗蘭克·錫拉庫薩、約翰·韋伯、多蘿西·福滕貝里和約瑟夫·波西亞                                                                              | 提名 | [ 64 ]        |
| 2018   | 第70屆黃金時段艾美獎                | 劇情類最佳女主角                                   | 伊麗莎白·莫斯 (最後的儀式) | 提名 | [ 64 ]        |
| 2018   | 第70屆黃金時段艾美獎                | 劇情類最佳男配角                                   | 約瑟夫·費因斯 （《第一滴血》） | 提名 | [ 64 ]        |
| 2018   | 第70屆黃金時段艾美獎                | 劇情類最佳女配角                                   | 亞歷克西斯·布萊德爾(Unwomen) | 提名 | [ 64 ]        |
| 2018   | 第70屆黃金時段艾美獎                | 劇情類最佳女配角                                   | 安·多德 （June） | 提名 | [ 64 ]        |
| 2018   | 第70屆黃金時段艾美獎                | 劇情類最佳女配角                                   | 伊馮娜·斯特拉霍夫斯基（Women's Work) | 提名 | [ 64 ]        |
| 2018   | 第70屆黃金時段艾美獎                | 戲劇系列的傑出導演                                 | Kari Skogland （After） | 提名 | [ 64 ]        |
| 2018   | 第70屆黃金時段艾美獎                | 戲劇系列的傑出寫作                                 | Bruce Miller （June） | 提名 | [ 64 ]        |
| 2018   | 黃金時段創意藝術艾美獎              | 劇情類最佳客串女演員                               | Kelly Jenrette （Other Women） | 提名 | [ 64 ]        |
| 2018   | 黃金時段創意藝術艾美獎              | 劇情類最佳客串女演員                               | Cherry Jones （Baggage） | 提名 | [ 64 ]        |
| 2018   | 黃金時段創意藝術艾美獎              | 劇情類最佳客串女演員                               | Samira Wiley （After） | 獲獎 | [ 64 ]        |
| 2018   | 黃金時段創意藝術艾美獎              | 戲劇系列的傑出演員                                 | Sharon Bialy, Sherry Thomas, Russell Scott, and Robin D. Cook | 提名 | [ 64 ]        |
| 2018   | 黃金時段創意藝術艾美獎              | 單鏡頭系列最佳攝影（一小時）                       | 科林·沃特金森 (for "June") | 提名 | [ 64 ]        |
| 2018   | 黃金時段創意藝術艾美獎              | 最佳奇幻/科幻服裝                                  | Ane Crabtree and Natalie Bronfman （Seeds） | 提名 | [ 64 ]        |
| 2018   | 黃金時段創意藝術艾美獎              | 單鏡頭系列（非假肢）傑出化妝獎)                    | Burton LeBlanc, Talia Reingold and Erika Caceres (for "Unwomen") | 提名 | [ 64 ]        |
| 2018   | 黃金時段創意藝術艾美獎              | 當代敘事節目的傑出製作設計（一小時或更長時間）     | Mark White, Elisabeth Williams, Martha Sparrow and Caroline Gee (for "June") | 獲獎 | [ 64 ]        |
| 2018   | 黃金時段創意藝術艾美獎              | 當代敘事節目的傑出製作設計（一小時或更長時間）     | 伊麗莎白·威廉姆斯、瑪莎·斯派洛和羅伯·赫本 (for "Seeds", "First Blood", "After") | 提名 | [ 64 ]        |
| 2018   | 黃金時段創意藝術艾美獎              | 戲劇系列的傑出單鏡頭畫面編輯                       | 溫迪哈勒姆馬丁 (for "June") | 獲獎 | [ 64 ]        |
| 2018   | 黃金時段創意藝術艾美獎              | 喜劇或戲劇系列的傑出混音（一小時）                 | Joe Morrow, Lou Solakofski and Sylvain Arseneault (for "June") | 提名 | [ 64 ]        |
| 2018   | 黃金時段創意藝術艾美獎              | 傑出配角特殊視覺效果                               | Stephen Lebed, Brendan Taylor, Kelly Knauff, Kelly Weisz, Kevin McGeagh, Anderson Leo Bovell, Winston Lee, Xi Luo and Cameron Kerr (for "June") | 提名 | [ 64 ]        |
| 2019   | 電影音響協會獎                      | 電視連續劇混音傑出成就 – 一小時                    | Sylvain Arseneault, Lou Solakofski, Joe Morrow, Scott Michael Smith, Adam Taylor, Mark DeSimone and Jack Heeren (for "Holly") | 提名 | [ 65 ]        |
| 2019   | 第23屆衛星獎                        | 最佳劇集                                           | 《使女的故事》 | 提名 | [ 66 ] [ 67 ] |
| 2019   | 第23屆衛星獎                        | 劇情類系列最佳女主角                               | 伊麗莎白·莫斯 | 提名 | [ 66 ] [ 67 ] |
| 2019   | 第25屆美國演員工會獎                | 戲劇系列傑出表演                                   | 艾麗絲·布莉達 , 瑪德琳·布魯, 艾曼達·布魯蓋爾, 安·道得, O·T·費本勒, 約瑟夫·范恩斯, 妮娜・奇黎, 麥士明格拉, 伊麗莎白摩斯, 伊雲絲托維琪, 席德妮·史威尼 and 巴希亞・華生 | 提名 | [ 68 ]        |
| 2019   | 第25屆美國演員工會獎                | 戲劇系列中男演員的傑出表演                         | 約瑟夫·費因斯 | 提名 | [ 68 ]        |
| 2019   | 第25屆美國演員工會獎                | 戲劇系列中女性演員的傑出表演                       | 伊麗莎白·莫斯 | 提名 | [ 68 ]        |
| 2019   | 第76屆金球獎                        | 最佳女主角 - 電視劇                                | 伊麗莎白·莫斯 | 提名 | [ 69 ]        |
| 2019   | 第76屆金球獎                        | 最佳女配角 - 系列、迷你劇或電視電影                | 伊馮娜·斯特拉霍夫斯基 | 提名 | [ 69 ]        |
| 2019   | 視覺效果協會獎                      | 逼真劇集中的傑出輔助視覺效果                       | Brendan Taylor, Stephen Lebed, Winston Lee and Leo Bovell (for "June") | 提名 | [ 70 ]        |
| 2019   | 視覺效果協會獎                      | 劇集、商業或實時項目中的傑出創造環境               | Patrick Zentis, Kevin McGeagh, Leo Bovell and Zachary Dembinski (for "June") – Fenway Park | 提名 | [ 70 ]        |
| 2019   | 視覺效果協會獎                      | 逼真情節中的傑出合成                               | Winston Lee, Gwen Zhang, Xi Luo and Kevin Quatman (for "June") | 提名 | [ 70 ]        |
| 2019   | 美國作家協會獎                      | 戲劇系列                                           | Yahlin Chang, Nina Fiore, Dorothy Fortenberry, John Herrera, Lynn Renee Maxcy, Bruce Miller, Kira Snyder and Eric Tuchman | 提名 | [ 71 ]        |
| 2019   | 美國作家協會獎                      | 情節劇                                             | Eric Tuchman (for "First Blood") | 提名 | [ 71 ]        |
| 2019   | GLAAD 媒體獎                        | 優秀劇集                                           | 《使女的故事》 | 提名 | [ 72 ]        |
| 2019   | 第71屆黃金時段艾美獎                | 戲劇系列傑出導演                                   | Daina Reid (for "Holly") | 提名 | [ 73 ]        |
| 2019   | 第71屆黃金時段艾美獎                | 戲劇系列的傑出編劇                                 | Bruce Miller & Kira Snyder (for "Holly") | 提名 | [ 73 ]        |
| 2019   | 第71屆黃金時段創意藝術艾美獎        | 劇情類最佳客串演員                                 | 布拉德利·惠特福德 | 獲獎 | [ 74 ]        |
| 2019   | 第71屆黃金時段創意藝術艾美獎        | 劇情類最佳客串女演員                               | Cherry Jones | 獲獎 | [ 74 ]        |
| 2019   | 第71屆黃金時段創意藝術艾美獎        | 單鏡頭系列的傑出攝影（一小時）                     | Colin Watkinson for ("The Word") | 提名 | [ 74 ]        |
| 2019   | 第71屆黃金時段創意藝術艾美獎        | 單鏡頭系列的傑出攝影（一小時）                     | Zoë White (for "Holly") | 提名 | [ 74 ]        |
| 2019   | 第71屆黃金時段創意藝術艾美獎        | 傑出的奇幻/科幻服裝                                | Ane Crabtree and Natalie Bronfman (for "The Word") | 提名 | [ 74 ]        |
| 2019   | 第71屆黃金時段創意藝術艾美獎        | 傑出音樂創作系列（原創戲劇配樂）                   | Adam Taylor (for "The Word") | 提名 | [ 74 ]        |
| 2019   | 第71屆黃金時段創意藝術艾美獎        | 戲劇系列的傑出單鏡頭畫面編輯                       | Wendy Hallam Martin (for "The Word") | 提名 | [ 74 ]        |
| 2019   | 第71屆黃金時段創意藝術艾美獎        | 當代敘事節目的傑出製作設計（一小時或更長時間）     | Elisabeth Williams, Martha Sparrow and Robert Hepburn (for "Holly") | 獲獎 | [ 74 ]        |
| 2019   | 第71屆黃金時段創意藝術艾美獎        | 喜劇或戲劇系列的傑出混音（一小時）                 | Joe Morrow, Lou Solakofski and Sylvain Arseneault (for "Holly") | 提名 | [ 74 ]        |
| 2019   | 第45屆土星奬                        | 最佳流媒體恐怖和驚悚系列                           | 《使女的故事》 | 獲獎 | [ 75 ]        |
| 第三季 |                                     |                                                    | |      |               |
| 2020   | 作曲家和作詞家協會獎                | 電視或流媒體製作的傑出原創配樂                     | Adam Taylor | 提名 | [ 76 ]        |
| 2020   | 電影音響協會獎                      | 電視連續劇混音傑出成就 – 一小時                    | Sylvain Arseneault, Lou Solakofski, Joe Morrow, Scott Michael Smith, Adam Taylor, Andrea Rusch and Kevin Schultz (for "Heroic") | 提名 | [ 77 ]        |
| 2020   | 化妝師和髮型師協會                  | 最佳電視連續劇、迷你劇或新媒體連續劇——最佳當代彩妝 | Burton LeBlanc, Alastair Muir and Faye Crasto | 提名 | [ 78 ]        |
| 2020   | 化妝師和髮型師協會                  | 最佳電視連續劇、迷你劇或新媒體劇集——當代髮型設計   | Paul Elliot and Ewa Latak-Cynk | 提名 | [ 78 ]        |
| 2020   | 第24屆美國演員工會獎                | 戲劇系列中的傑出表演                               | Alexis Bledel, Madeline Brewer, Amanda Brugel, Ann Dowd, O. T. Fagbenle, Joseph Fiennes, Kristen Gutoskie, Nina Kiri, Ashleigh LaThrop, Elisabeth Moss, Yvonne Strahovski, Bahia Watson, Bradley Whitford and Samira Wiley                                                  | 提名 | [ 79 ]        |
| 2020   | 第24屆美國演員工會獎                | 戲劇系列中女性演員的傑出表演                       | 伊麗莎白·莫斯 | 提名 | [ 79 ]        |
| 2020   | 美國電影攝影師協會獎                | 非商業電視常規劇集攝影傑出成就                     | Colin Watkinson (for "Night") | 獲獎 | [ 80 ]        |
| 2020   | 服裝設計師協會獎                    | 科幻/奇幻電視卓越獎                                | Natalie Bronfman (for "Household") | 提名 | [ 81 ]        |
| 2020   | 美國鑄造協會                        | 電視劇 - 戲劇                                      | Sharon Bialy, Sherry Thomas, Russell Scott, Robin D. Cook, Stacia Kimler and Jonathan Oliveira | 提名 | [ 82 ]        |
| 2020   | 藝術指導協會獎                      | 一小時當代單機系列                                 | Elizabeth Williams (for "Mayday") | 提名 | [ 83 ]        |
| 2020   | 美國作家協會獎                      | 戲劇系列                                           | Marissa Jo Cerar, Yahlin Chang, Nina Fiore, Dorothy Fortenberry, Jacy Heldrich, John Herrera, Lynn Renee Maxcy, Bruce Miller, Kira Snyder and Eric Tuchman | 提名 | [ 84 ]        |
| 2020   | 第72屆黃金時段艾美獎                | 優秀劇集                                           | Bruce Miller, Warren Littlefield, Elisabeth Moss, Daniel Wilson, Fran Sears, Mike Barker, Eric Tuchman, Sheila Hockin, John Weber, Frank Siracusa, Kira Snyder, Yahlin Chang, Margaret Atwood, Dorothy Fortenberry, Marissa Jo Cerar, Nina Fiore, John Herrera and Kim Todd | 提名 | [ 85 ]        |
| 2020   | 第72屆黃金時段艾美獎                | 劇情類最佳男配角                                   | Bradley Whitford (for "Sacrifice") | 提名 | [ 85 ]        |
| 2020   | 第72屆黃金時段艾美獎                | 劇情類最佳女配角                                   | Samira Wiley (for "Sacrifice") | 提名 | [ 85 ]        |
| 2020   | 第72屆黃金時段創意藝術艾美獎        | 劇情類最佳客串女演員                               | Alexis Bledel (for "God Bless the Child") | 提名 | [ 85 ]        |
| 2020   | 第72屆黃金時段創意藝術艾美獎        | 戲劇系列的傑出演員                                 | Sharon Bialy, Sherry Thomas, Russell Scott, and Robin D. Cook | 提名 | [ 85 ]        |
| 2020   | 第72屆黃金時段創意藝術艾美獎        | 傑出的奇幻/科幻服裝                                | Natalie Bronfman, Helena Davis Perry and Christina Cattle (for "Household") | 提名 | [ 85 ]        |
| 2020   | 第72屆黃金時段創意藝術艾美獎        | 傑出的當代髮型                                     | Paul Elliot and Ewa Latak-Cynk (for "Liars") | 提名 | [ 85 ]        |
| 2020   | 第72屆黃金時段創意藝術艾美獎        | 傑出的當代化妝（非假肢）                           | Burton LeBlanc and Alastair Muir (for "Mayday") | 提名 | [ 85 ]        |
| 2020   | 第72屆黃金時段創意藝術艾美獎        | 當代敘事節目的傑出製作設計（一小時或更長時間）     | Elisabeth Williams, Martha Sparrow and Robert Hepburn (for "Household") | 獲獎 | [ 85 ]        |
| 2020   | 第72屆黃金時段創意藝術艾美獎        | 傑出的配角特殊視覺效果                             | Stephen Lebed, Brendan Taylor, Leo Bovell, Rob Greb, Gwen Zhang, Marlis Coto, Stephen Wagner, Josh Clark and James Minett (for "Household") | 提名 | [ 85 ]        |
| 第四季 |                                     |                                                    | |      |               |
| 2021   | 第一屆好萊塢影評人協會電視獎        | 最佳流媒體系列，劇情                               | 《使女的故事》 | 提名 | [ 86 ]        |
| 2021   | 第一屆好萊塢影評人協會電視獎        | 串流媒體系列，劇情類最佳女主角                     | 伊麗莎白·莫斯 | 提名 | [ 86 ]        |
| 2021   | 第一屆好萊塢影評人協會電視獎        | 串流媒體系列，劇情類最佳男配角                     | 布拉德利·惠特福德 | 提名 | [ 86 ]        |
| 2021   | 第一屆好萊塢影評人協會電視獎        | 串流媒體系列、劇情類最佳女配角                     | 亞歷克西斯·布萊德爾 | 提名 | [ 86 ]        |
| 2021   | 第一屆好萊塢影評人協會電視獎        | 串流媒體系列、劇情類最佳女配角                     | 安多德 | 提名 | [ 86 ]        |
| 2021   | 第一屆好萊塢影評人協會電視獎        | 串流媒體系列、劇情類最佳女配角                     | 伊馮娜·斯特拉霍夫斯基 | 提名 | [ 86 ]        |
| 2021   | 第一屆好萊塢影評人協會電視獎        | 串流媒體系列、劇情類最佳女配角                     | 薩米拉·威利 | 提名 | [ 86 ]        |
| 2021   | 第73屆黃金時段艾美獎                | 優秀劇集                                           | Bruce Miller, Warren Littlefield, Elisabeth Moss, Daniel Wilson, Fran Sears, Eric Tuchman, Sheila Hockin, John Weber, Frank Siracusa, Kira Snyder, Yahlin Chang, Dorothy Fortenberry, Margaret Atwood, Kim Todd, Matt Hastings, Nina Fiore and John Herrera                 | 提名 | [ 87 ]        |
| 2021   | 第73屆黃金時段艾美獎                | 劇情類最佳女主角                                   | 伊麗莎白·莫斯(for "Home") | 提名 | [ 87 ]        |
| 2021   | 第73屆黃金時段艾美獎                | 劇情類最佳男配角                                   | O·T·費本勒 (for "Home") | 提名 | [ 87 ]        |
| 2021   | 第73屆黃金時段艾美獎                | 劇情類最佳男配角                                   | 麥士明格拉 (for "The Crossing") | 提名 | [ 87 ]        |
| 2021   | 第73屆黃金時段艾美獎                | 劇情類最佳男配角                                   | 布拉德利·惠特福德(for "Testimony") | 提名 | [ 87 ]        |
| 2021   | 第73屆黃金時段艾美獎                | 劇情類最佳女配角                                   | 瑪德琳·布魯爾 (for "Testimony") | 提名 | [ 87 ]        |
| 2021   | 第73屆黃金時段艾美獎                | 劇情類最佳女配角                                   | 安·多德 (for "Progress") | 提名 | [ 87 ]        |
| 2021   | 第73屆黃金時段艾美獎                | 劇情類最佳女配角                                   | 伊馮娜·斯特拉霍夫斯基 (for "Home") | 提名 | [ 87 ]        |
| 2021   | 第73屆黃金時段艾美獎                | 劇情類最佳女配角                                   | 薩米拉威利 (for "Vows") | 提名 | [ 87 ]        |
| 2021   | 第73屆黃金時段艾美獎                | 戲劇系列的傑出導演                                 | 麗茲·加布斯 (for "The Wilderness") | 提名 | [ 87 ]        |
| 2021   | 第73屆黃金時段艾美獎                | 戲劇系列的傑出編劇                                 | Yahlin Chang (for "Home") | 提名 | [ 87 ]        |
| 2021   | 第73屆黃金時段創意藝術艾美獎        | 劇情類最佳客串女演員                               | 亞歷克西斯·布萊德爾 (for "Testimony") | 提名 | [ 87 ]        |
| 2021   | 第73屆黃金時段創意藝術艾美獎        | 劇情類最佳客串女演員                               | 麥肯娜·葛瑞絲 (for "Pigs") | 提名 | [ 87 ]        |
| 2021   | 第73屆黃金時段創意藝術艾美獎        | 戲劇系列的傑出演員                                 | Sharon Bialy, Sherry Thomas, Russell Scott and Robin D. Cook | 提名 | [ 87 ]        |
| 2021   | 第73屆黃金時段創意藝術艾美獎        | 當代敘事節目的傑出製作設計（一小時或更長時間）     | Elisabeth Williams, Martha Sparrow, Larry Spittle and Rob Hepburn (for "Chicago") | 提名 | [ 87 ]        |
| 2021   | 第73屆黃金時段創意藝術艾美獎        | 傑出的奇幻/科幻服裝                                | Debra Hanson, Jane Flanders and Darci Cheyne (for "Nightshade") | 提名 | [ 87 ]        |
| 2021   | 第73屆黃金時段創意藝術艾美獎        | 傑出的當代髮型                                     | Paul Elliot and Franchi Pir (for "Vows") | 提名 | [ 87 ]        |
| 2021   | 第73屆黃金時段創意藝術艾美獎        | 傑出的當代化妝（非假肢）                           | Burton LeBlanc and Alastair Muir (for "Pigs") | 提名 | [ 87 ]        |
| 2021   | 第73屆黃金時段創意藝術艾美獎        | 傑出音樂創作系列（原創戲劇配樂）                   | Adam Taylor (for "The Crossing") | 提名 | [ 87 ]        |
| 2021   | 第73屆黃金時段創意藝術艾美獎        | 戲劇系列的傑出單鏡頭畫面編輯                       | Wendy Hallam Martin (for "The Crossing") | 提名 | [ 87 ]        |
| 2021   | 第73屆黃金時段創意藝術艾美獎        | 喜劇或戲劇系列的傑出混音（一小時）                 | Lou Solakofski, Joe Morrow and Sylvain Arseneault (for "Chicago") | 提名 | [ 87 ]        |
| 2021   | 第 37 屆 TCA 獎                     | 戲劇界的傑出成就                                   | 《使女的故事》 | 提名 | [ 88 ]        |
| 2021   | 女性影評人協會                      | 優秀系列                                           | 《使女的故事》 | 獲獎 | [ 89 ]        |
| 2022   | 第79屆金球獎                        | 最佳女主角 - 電視劇                                | 伊麗莎白·莫斯 | 提名 | [ 90 ]        |
| 2022   | 第28屆美國演員工會獎                | 戲劇系列中的傑出表演                               | Alexis Bledel, Madeline Brewer, Amanda Brugel, Ann Dowd, O. T. Fagbenle, Joseph Fiennes, Sam Jaeger, Max Minghella, Elisabeth Moss, Yvonne Strahovski, Bradley Whitford, and Samira Wiley                                                                                   | 提名 | [ 91 ]        |
| 2022   | 第28屆美國演員工會獎                | 戲劇系列中女性演員的傑出表演                       | 伊麗莎白·莫斯 | 提名 | [ 91 ]        |
| 2022   | 第 20 屆視覺效果協會獎              | 逼真劇集中的傑出輔助視覺效果                       | Brendan Taylor, Stephen Lebed, Kayla Cabral, Brannek Gaudet (for "Chicago") | 提名 | [ 92 ]        |
| 2022   | 第 74 屆美國作家協會獎              | 戲劇系列                                           | Yahlin Chang, Nina Fiore, Dorothy Fortenberry, Jacey Heldrich, John Herrera, Bruce Miller, Aly Monroe, Kira Snyder, Eric Tuchman | 提名 | [ 93 ]        |
| 2022   | 第 74 屆美國作家協會獎              | 情節劇                                             | Kira Snyder for "Tesitmony" | 提名 | [ 93 ]        |

## 播放電視台
| 香港無綫電視明珠台 星期一 22:40-23:50 · 2月25日 暫停播映                                           | 香港無綫電視明珠台 星期一 22:40-23:50 · 2月25日 暫停播映                                  | 香港無綫電視明珠台 星期一 22:40-23:50 · 2月25日 暫停播映 |
| -------------------------------------------------------------------------------------------------- | ----------------------------------------------------------------------------------------- | -------------------------------------------------------- |
| | 侍女（第一季） （2019年1月7日 - 3月25日）                                                 |                                                          |
| 史諾比：花生漫畫大電影 （2018年12月31日） （21:35-23:30）入廚易 （2018年12月31日） （23:30-23:40） | 一代天才：愛因斯坦 （2019年4月1日 - 6月3日） 一代天才：畢加索 （2019年6月10日 - 8月12日） |                                                          |

## 外部連結
- Hulu上《使女的故事》的官方主页（英文）
- 互联网电影数据库（IMDb）上《使女的故事》的资料（英文）
- 爛番茄上《使女的故事》的資料（英文）
- 豆瓣电影上《使女的故事》的資料 （简体中文）